# Angermünde
Angermünde è una città di 13 775 abitanti del Brandeburgo, in Germania.

Appartiene al circondario dell'Uckermark.

## Storia
Nel 2003 venne aggregato alla città di Angermünde il soppresso comune di Biesenbrow.

## Società

### Evoluzione demografica
- Sviluppo della popolazione dal 1875 entro gli attuali confini (Linea Blu: Popolazione; Linea puntata: Confronto dello sviluppo della popolazione dello stato del Brandenburgo; Sfondo grigio: Ai tempi del governo nazista; Sfondo rosso: Al tempo del governo comunista)
- Sviluppo recente della popolazione (Linea blu) e previsioni

| Anno | Abitanti |
| ---- | -------- |
| 1875 | 16 460   |
| 1890 | 15 733   |
| 1910 | 16 545   |
| 1925 | 18 373   |
| 1939 | 18 139   |
| 1950 | 24 884   |
| 1964 | 22 204   |

| Anno | Abitanti |
| ---- | -------- |
| 1971 | 21 037   |
| 1981 | 18 651   |
| 1985 | 18 110   |
| 1990 | 17 372   |
| 1995 | 16 488   |
| 2000 | 16 481   |
| 2005 | 15 276   |

| Anno | Abitanti |
| ---- | -------- |
| 2010 | 14 360   |
| 2015 | 13 805   |
| 2016 | 13 797   |
| 2017 | 13 837   |
| 2018 | 13 744   |
| 2019 | 13 757   |
| 2020 | 13 637   |

Fonti dei dati sono nel dettaglio nelle Wikimedia Commons..

## Geografia antropica

### Suddivisioni amministrative
Angermünde si divide in 24 zone, corrispondenti all'area urbana e a 23 frazioni (Ortsteil):
| - Altkünkendorf - Biesenbrow - Bölkendorf - Bruchhagen - Crussow - Dobberzin - Frauenhagen - Gellmersdorf | - Görlsdorf - Greiffenberg - Günterberg - Herzsprung - Kerkow - Mürow - Neukünkendorf - Schmargendorf | - Schmiedeberg - Steinhöfel - Stolpe - Welsow - Wilmersdorf - Wolletz - Zuchenberg |

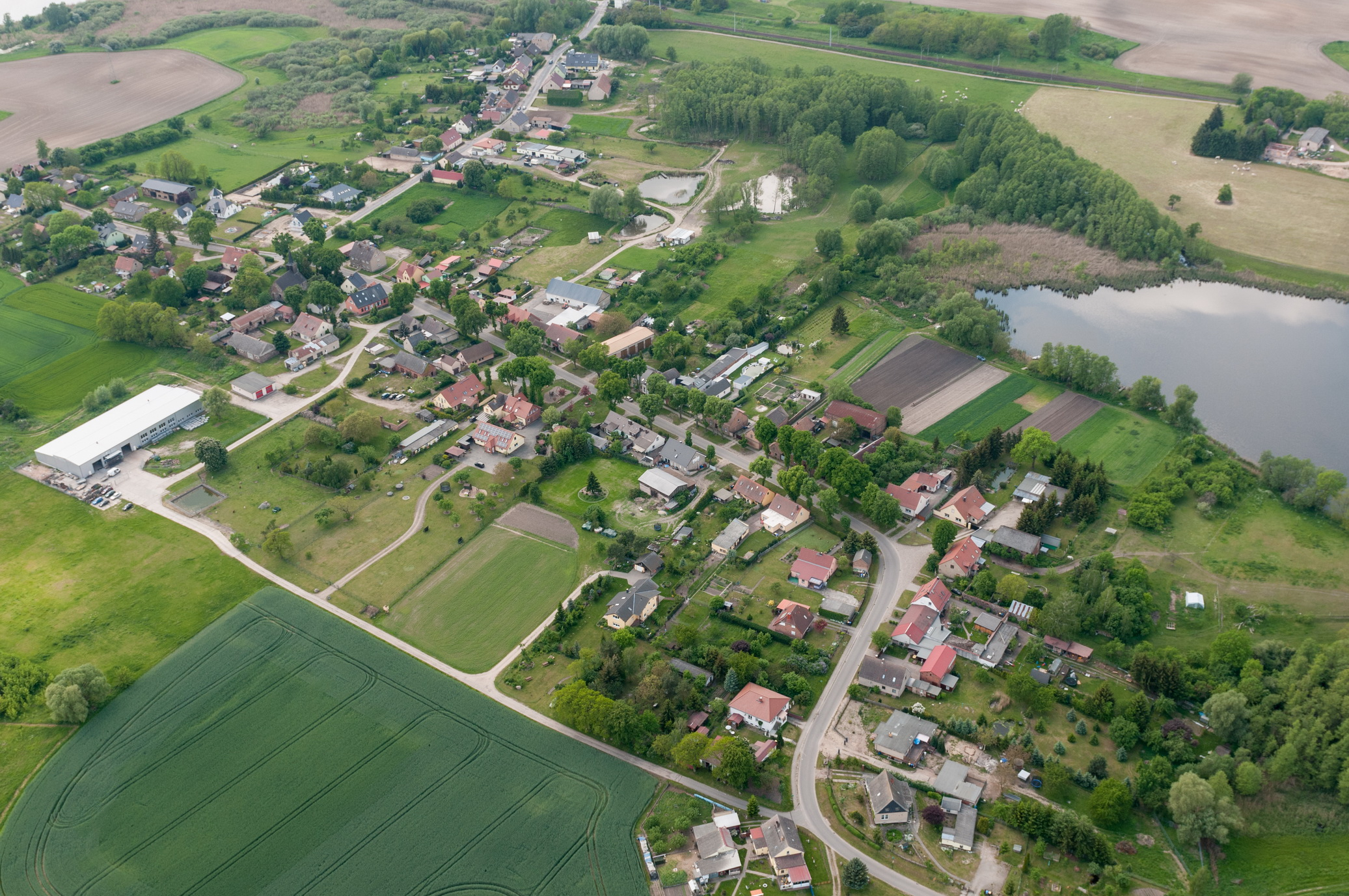
Herzsprung
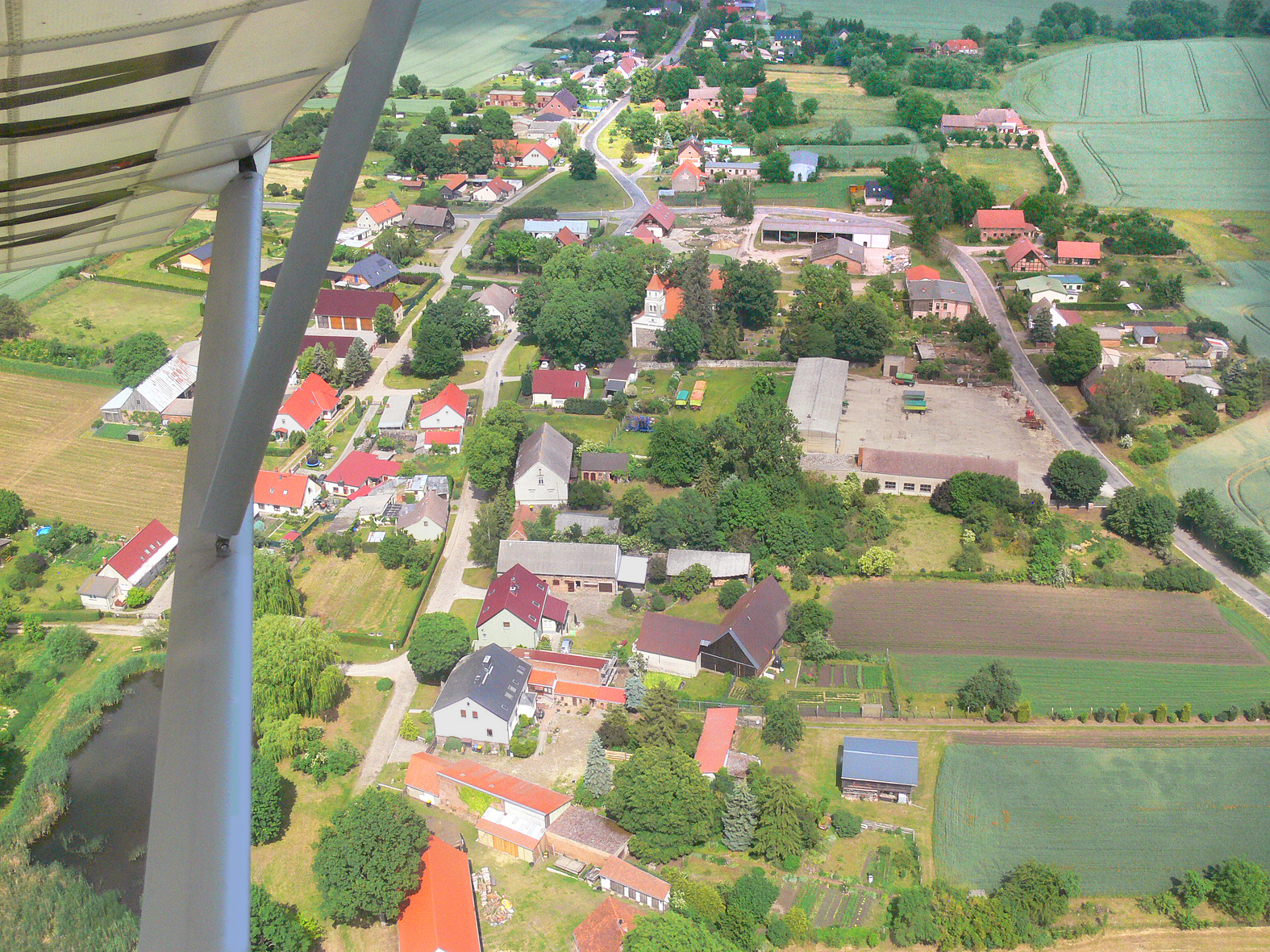
Gellmersdorf 06-20
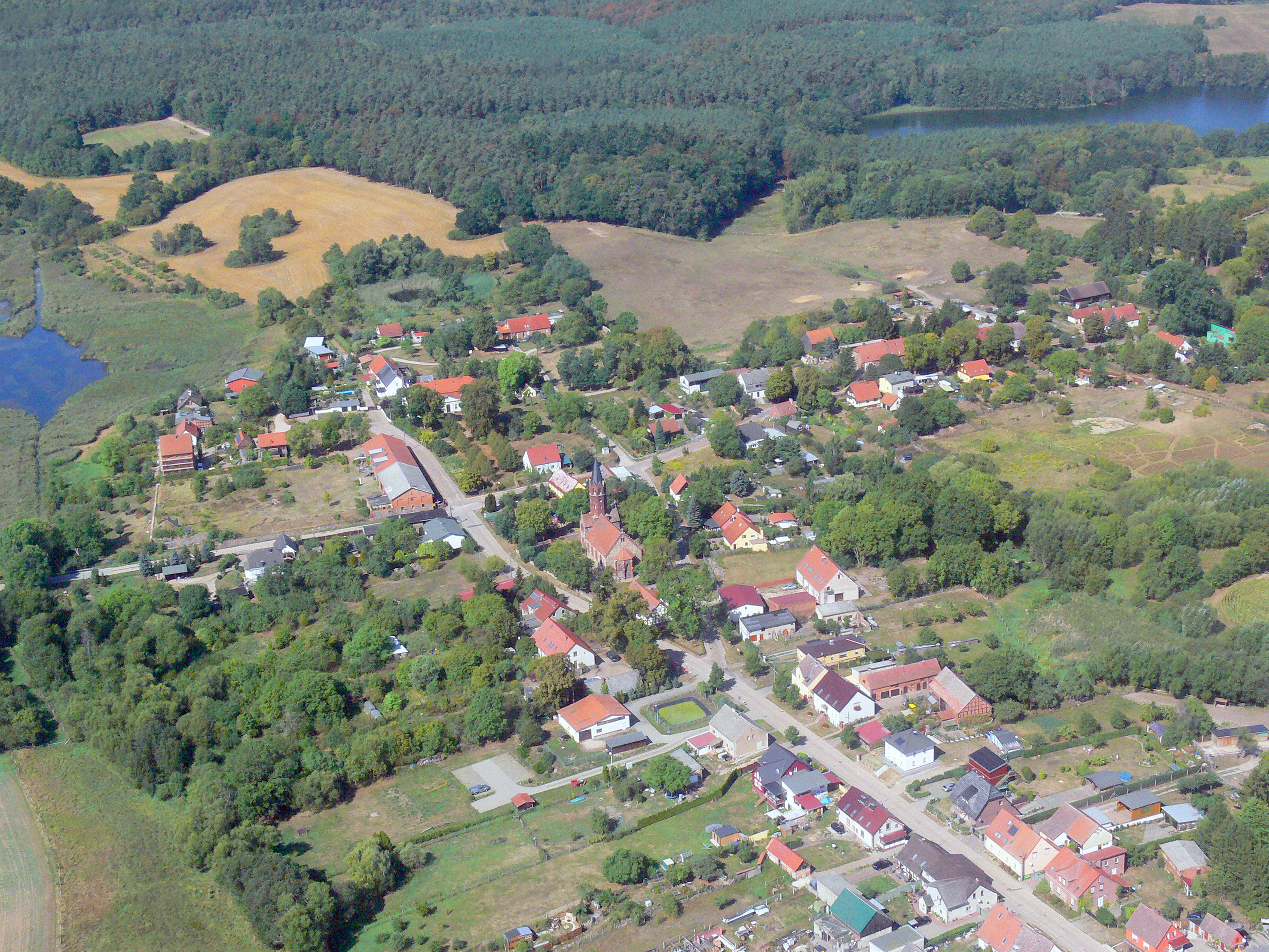
Altkünkendorf 09-19
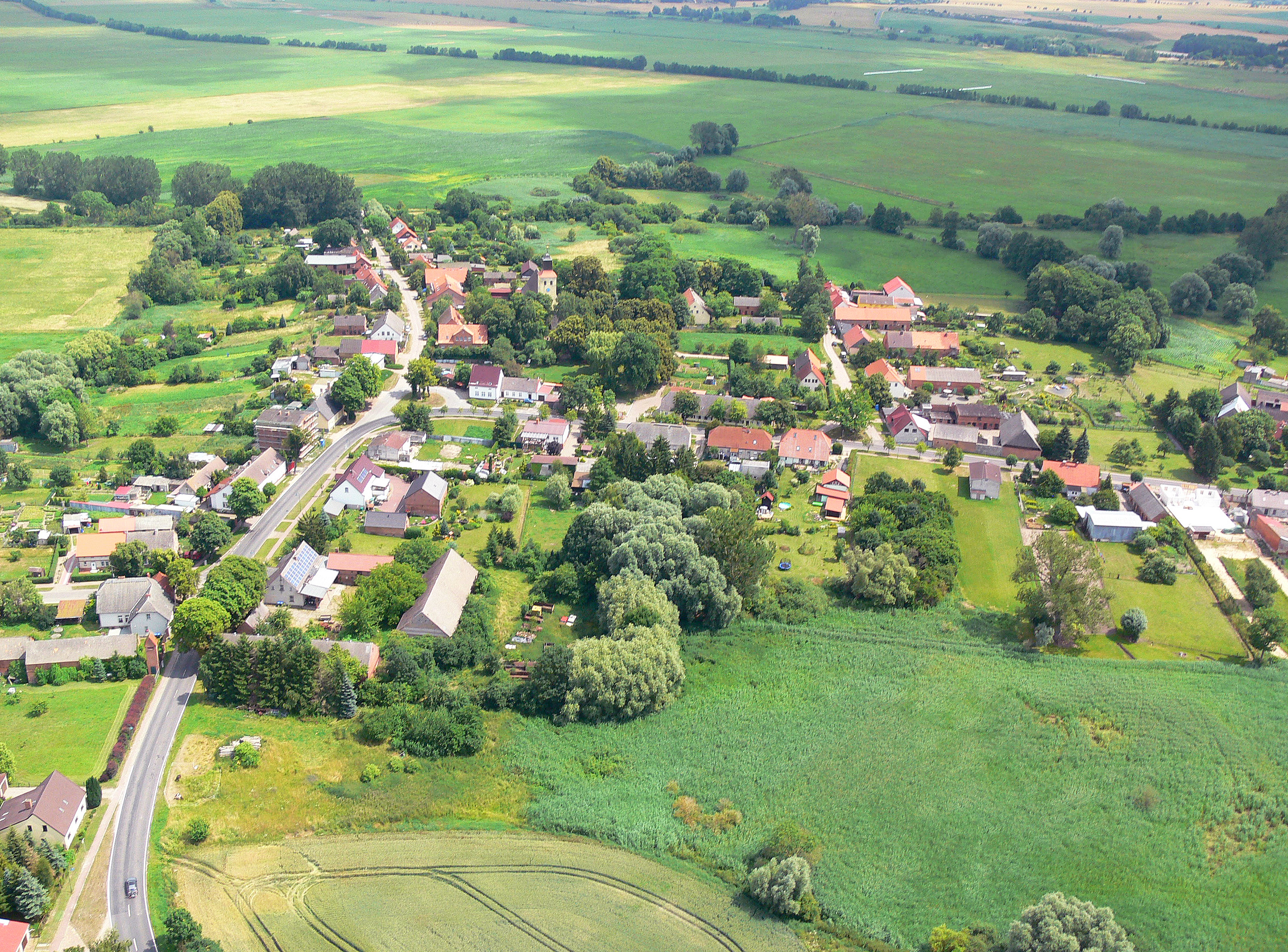
Biesenbrow 07-13
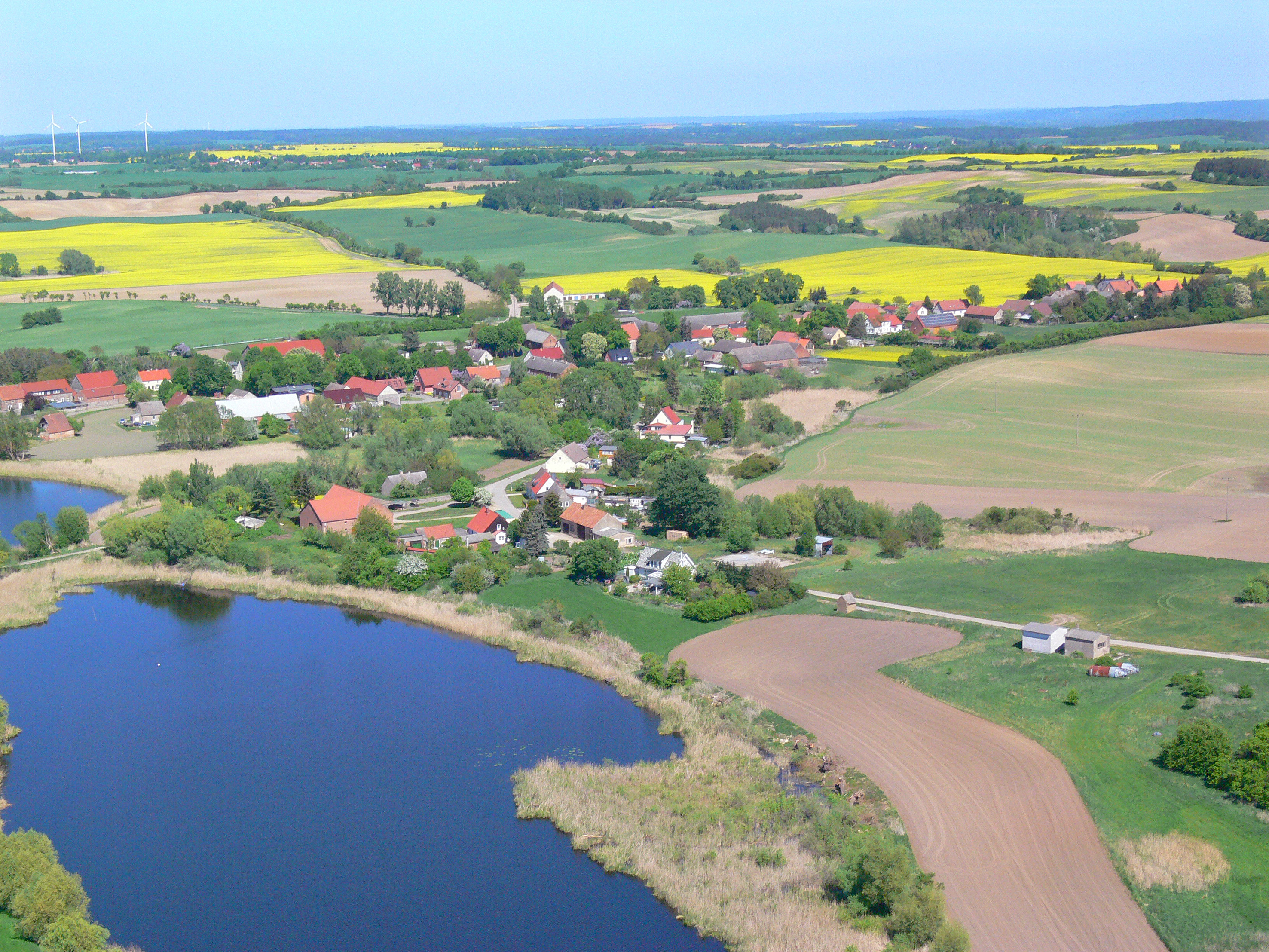
Bölkendorf 05-18

## Amministrazione

### Gemellaggi
Angermünde è gemellata con:
- Strzelce Krajeńskie, dal 1972
- Espelkamp, dal 1990
- Lügde, dal 1990
- Zurrico, dal 2007